# Dvärgbarbetter
Dvärgbarbetter (Pogoniulus) är ett litet släkte med fåglar i familjen afrikanska barbetter inom ordningen hackspettartade fåglar som förekommer i Afrika söder om Sahara.

## Arter i släktet
Släktet dvärgbarbetter omfattar vanligen tio arter:
- Fläckig dvärgbarbett (P. scolopaceus)
- Grön dvärgbarbett (P. simplex)
- Mustaschdvärgbarbett (P. leucomystax)
- Gulryggig dvärgbarbett (P. coryphaea)
- Rödgumpad dvärgbarbett (P. atroflavus)
- Gulstrupig dvärgbarbett (P. subsulphureus)
- Gulgumpad dvärgbarbett (P. bilineatus)
  - P. makawai – urskiljs som egen art av IUCN och BirdLife International
- Rödpannad dvärgbarbett (P. uropygialis) – nyligen urskild från pusillus
- Nataldvärgbarbett (P. pusillus)
- Gulpannad dvärgbarbett (P. chrysoconus)